# La Salvetat-sur-Agout
La Salvetat-sur-Agout là một commune thuộc tỉnh Hérault trong vùng Occitanie ở phía nam nước Pháp.